# Zbyněk Netopil
Zbyněk Netopil (21. září 1960 Prostějov –⁠ 11. listopadu 2023 Prostějov)  byl český sportovec věnující se raftingu a kanoistice. Získal 160 domácích titulů ve všech disciplínách dohromady, mezi muži v kategorii masters je 28 násobným mistrem Evropy a 18 násobným mistrem světa v raftingu.

## Život
V mládí se věnoval cyklistice, ale velmi záhy našel zalíbení ve sjezdu divoké vody. Z počátku se věnoval kanoistice – pevným lodím. Poté se více zaměřil na rafting. Získal nespočet titulů mistra ČR ve slalomu, sjezdu, sprintu.[zdroj?] Prosadil se se svými posádkami i ve světovém měřítku. Několik desítek titulů na ME nebo světa.[zdroj?] Za svou kariéru se i významně podílel na vedení mládeže a růstu nemálo talentů v tomto sportu. Získal několik ocenění sportovce města Prostějova a Olomouckého kraje.[zdroj?] Za zmínku stojí i jeho trenérská kariéra, kde přivedl ke světovým titulům juniory, mládež i muže v tomto nádherném sportu. Vystudoval vodohospodářství na VUT v Brně a podniká v oboru požární techniky a servisu.
Měl dvě děti, Tomáše (* 1987) a Petru (* 1995).

## Sportovní činnost
Svou sportovní činnost začal jako osmiletý v první experimentální plavecké třídě, současně se věnoval závodní cyklistice. Zde měl těžký úraz, který kariéru přibrzdil. Začal závodně ve třídě Evropa v jachtingu, věnoval se výkonnostní turistice, kde dosáhl mistrovské třídy. Poté ho zaujala voda a zde vítězil pravidelně v krajských i celostátních soutěžích, za kariéru sjel téměř 500 řek s několika prvosjezdy, nejcennější asi sjetí 12 m vodopádu Marui Falls na Novém Zélandu. Od vodní turistiky byl jen krok ke kanoistice, kde největším úspěchem bylo několik titulů MR v kategorii R4, na deblu pak se svým partnerem dosáhl největšího úspěchu na MS ve sjezdu v kategorii nad 40 let. Souběžně absolvoval několik dlouhých a vítězně i krátkých triatlonů. V MR extrémních sportů získal se svým týmem několik titulů v kategorii nad 40 let. Jakmile vznikly závody v raftingu okamžitě se mu začal věnovat a věnuje již 30 let. Za tu dobu získal téměř 160 domácích titulů ve všech disciplínách, mezi muži v kategorii masters je 28 násobným mistrem Evropy a 18 násobným mistrem světa. Ve voleném čase rád lyžoval, potápěl se a jezdil na jachtě. V roce 2020 se s týmem kvalifikoval na MS v Austrálii, kde ukončil svou závodní kariéru.

## Funkcionářská činnost
Od roku 1989 pracoval jako předseda správní rady TJ OP Prostějov, mnoho let byl členem sportovní komise města Prostějov a s panem Sonnevendem vymyslel i anketu o nejlepšího sportovce města. Před 30 lety založil klub raftingu, který se vypracoval na nejlepší na světě.
Založil jako člen rady a předsednictva Svazu vodáků ČR reprezentační komisi.

## Trenérská činnost a organizátorská činnost
Od mládí se věnoval výchově mládeže, vedl vodácký kroužek v ODDM a organizoval pro širokou veřejnost spousty autobusových zájezdů po celé Evropě. Působil jako ředitel 30 ročníků závodů a splutí Hloučele, několik ročníků závodů MR O pohár starosty PV na nejtěžších českých terénech – Labské soutězce ve Špindlerově Mlýně a Čertových proudech na Lipně.
Během kariéry byl vyhodnocen jako nejlepší trenér kraje.